# SONGS〜HEART OF AKB48
『SONGS〜HEART OF AKB48』（ソングス〜ハート オブ エーケービーフォーティーエイト）は、2010年10月3日から同年12月26日までbayfmで放送されていた音楽番組。毎週日曜日21:30 - 21:57に放送。

## 概要
2010年10月3日に放送開始。AKB48メンバーから1人が週替わりでDJを担当する。AKB48の曲をテーマに沿って紹介していく番組である。

## 出演者
| 年月       | 1週目           | 2週目            | 3週目          | 4週目                 | 5週目            |
| ---------- | --------------- | ---------------- | -------------- | --------------------- | ---------------- |
| 2010年10月 | 3日・高橋みなみ | 10日・渡辺麻友   | 17日・柏木由紀 | 24日・宮澤佐江        | 31日・峯岸みなみ |
| 2010年11月 | 7日・河西智美   | 14日・篠田麻里子 | 21日・大島優子 | 28日・板野友美        | -                |
| 2010年12月 | 5日・指原莉乃   | 12日・秋元才加   | 19日・小嶋陽菜 | 26日・前田敦子 最終回 | -                |

## コーナー

### メンバーが選ぶAKB48 SONGS BEST3
その日のDJが好きなAKB48の曲ベスト3曲を紹介するコーナー。
| メンバー   | 1位                  | 2位                  | 3位                                         |
| ---------- | -------------------- | -------------------- | ------------------------------------------- |
| 高橋みなみ | 月のかたち           | 涙売りの少女         | 片思いの卒業式                              |
| 渡辺麻友   | クリスマスがいっぱい | 桜の花びらたち       | 背中から抱きしめて                          |
| 柏木由紀   | Two years later      | 愛の色               | 日付変更線                                  |
| 宮澤佐江   | マンモス             | 嘆きのフィギュア     | 約束よ                                      |
| 峯岸みなみ | てもでもの涙         | ヒグラシノコイ       | 記憶のジレンマ                              |
| 河西智美   | 草原の奇跡           | 抱きしめられたら     | 夜風の仕業                                  |
| 篠田麻里子 | Blue rose            | 嘆きのフィギュア     | 誘惑のガーター                              |
| 大島優子   | アイサレルトイウコト | 10年桜               | 誰かのために 〜What can I do for someone?〜 |
| 板野友美   | Beginner             | 彼女になれますか?    | 君について                                  |
| 指原莉乃   | 引っ越しました       | 愛とプライド         | ただいま 恋愛中                             |
| 秋元才加   | 僕の太陽             | ロマンスロケット     | 約束よ                                      |
| 小嶋陽菜   | 夕陽を見ているか?    | 純愛のクレッシェンド | ハート型ウイルス                            |
| 前田敦子   | 言い訳Maybe          | 大声ダイヤモンド     | RIVER                                       |